# Szél Kálmán
Dukai és szentgyörgyvölgyi Szél Kálmán, névváltozat: Széll (Báránd, 1838. május 22. – Debrecen, 1928. április 1.) református esperes, Arany János veje.

## Élete
Szél György és Kovács Erzsébet fia. A gimnázium 3 alsó osztályát Derecskén, a többit, valamint a bölcseleti és hittanszaki tanfolyamot a Debreceni Református Kollégiumban végezte. 1857 őszén külföldi egyetemeket látogatott (Göttingen, Genf). A bécsi teológiai intézetben fél évet töltött. Külföldről haza jőve 1859 decemberében mint segédlelkészt Balogh Péter helyettes szuperintendens mellé rendelték; ennek debreceni lelkésszé és szuperintendenssé választása után a nagyszalontai református egyház rendes lelkésze lett. 1861-ben a nagyszalontai református egyházmegye levéltárnokká, 1864-ben aljegyzővé, 1872-ben tanácsbíróvá, 1875-ben főjegyzővé; a lelkészi egyesület pedig 1874-ben elnökévé, 1879-ben gyámpénztárnokává választotta meg.
1863. augusztus 9-én Pesten házasságra lépett Arany Juliannával, Arany János költő leányával, a tanúk Lovassy Ferenc és Csengery Antal voltak. Neje 1865. december 28-án meghalt. Ebből a házasságból született leánya, Szél Piroska, a költő unokája. Szél Kálmán volt az, aki felvetette a nagyszalontai Arany János Emlékmúzeum megalapításának gondolatát, valamint az Arany Emlékegyesület első elnöke is volt. 1913-ban átköltözött Debrecenbe. Halálát hurutos tüdőlob okozta 89 éves korában.
Irodalmi működése egyházi vonatkozású.
Második neje tóti Poroszlay Ida volt.

## Munkái
- A magyarországi ev. ref. egyház egyetemes lelkészi gyámintézetére vonatkozó statisztikai adatok. Bpest, 1893
- Özv. Széll Sámuelné szül. nagybesenyői Bessenyei Anna koporsójára tett koszorú. Emlékbeszéd és ima 1894. december 4. Erdőgyarakon, Debrecen, 1895